# مستشفى الحسين العسكري
مستشفى الحسين العسكري هو مستشفى عسكري يقع في العاصمة بغداد. أفتتح المستشفى بتاريخ 3 آذار 2022.

## الوصف
المستشفى يتكون من 23 بناية طبية مع 11 صالة عمليات نسائية ورجالية.